# Cathinka Tandberg
Cathinka Cecilie Friis Tandberg, född 18 juni 2004, är en norsk fotbollsspelare som spelar för Hammarby IF.

## Klubbkarriär
Tandberg började spela fotboll som femåring i IL Heming och spelade för klubben fram till 2018 då hon gick till Stabæk. Tandberg spelade ungdomsfotboll i Stabæk samt i klubbens andralag i 2. divisjon. I februari 2020 skrev Tandberg på för Lyn. Hon debuterade i Toppserien i en match mot Avaldsnes IL i juli 2020.
I december 2022 värvades Tandberg av Linköping FC. Under säsongen 2023 vann hon skytteligan i Damallsvenskan med 19 gjorda mål och blev utsedd till "Årets genombrott".
I augusti 2024 värvades Tandberg av Hammarby IF.

## Landslagskarriär
Tandberg har spelat ungdomslandskamper för Norges U15, U16, U19 och U23-landslag. Hon var en del av det norska U19-landslaget som tog silver vid U19-EM 2022 i Tjeckien.
I oktober 2023 blev Tandberg för första gången uttagen i det norska A-landslaget. Hon debuterade den 27 oktober 2023 i en Nations League-match mot Frankrike.